# Лозенко, Иван Аркадьевич
Иван Аркадьевич Лозенко (1916—1943) — капитан Рабоче-крестьянской Красной Армии, участник Великой Отечественной войны, Герой Советского Союза (1944).

## Биография
Иван Лозенко родился 6 июня 1916 года в селе Ковтуновка (ныне — Дубовый Гай Прилукского района Черниговской области Украины). Окончил неполную среднюю школу и один курс ветеринарного техникума. В августе 1936 года Лозенко был призван на службу в Рабоче-крестьянскую Красную Армию. В 1940 году он окончил Чугуевскую военную авиационную школу пилотов. С июня 1941 года — на фронтах Великой Отечественной войны.
К декабрю 1943 года капитан Иван Лозенко командовал эскадрильей 431-го штурмового авиаполка (299-й штурмовой авиадивизии, 16-й воздушной армии, Белорусского фронта). К тому времени он совершил 154 боевых вылета на штурмовку скоплений боевой техники и живой силы противника, нанеся ему большие потери. 15 декабря 1943 года в бою Лозенко получил смертельное ранение. Похоронен в братской могиле в деревне Скепня Жлобинского района Гомельской области Белоруссии.

## Награды и звания
Указом Президиума Верховного Совета СССР от 13 апреля 1944 года за «образцовое выполнение боевых заданий командования по уничтожению живой силы и техники противника и проявленные при этом мужество и героизм» капитан Иван Лозенко посмертно был удостоен высокого звания Героя Советского Союза. Также был награждён орденом Ленина, двумя орденами Красного Знамени, орденом Суворова III степени.

## Память
- Памятник, установленный в 1959 году на братской могиле, в которой похоронено 60 воинов 101-й стрелковой дивизии, погибших при освобождении района от немецко-фашистских захватчиков в 1943-1944 гг., в Скепня Жлобинского района Гомельской области Беларуси. Здесь же похоронен Герой Советского Союза Лозенко Иван Аркадьевич.